# Roberto Miranda
Roberto Lopes Miranda (ur. 31 lipca 1944 w São Gonçalo) – brazylijski piłkarz, napastnik. Mistrz świata z roku 1970.
W reprezentacji Brazylii w latach 1967–1972 rozegrał 12 oficjalnych spotkań i strzelił 6 bramek. Podczas MŚ 70 dwukrotnie pojawił się na boisku w roli rezerwowego. Był wówczas piłkarzem Botafogo, gdzie grał przez 10 lat (1962–1972). Ponadto reprezentował barwy CR Flamengo oraz Corinthians Paulista.